# Rani Pokhari

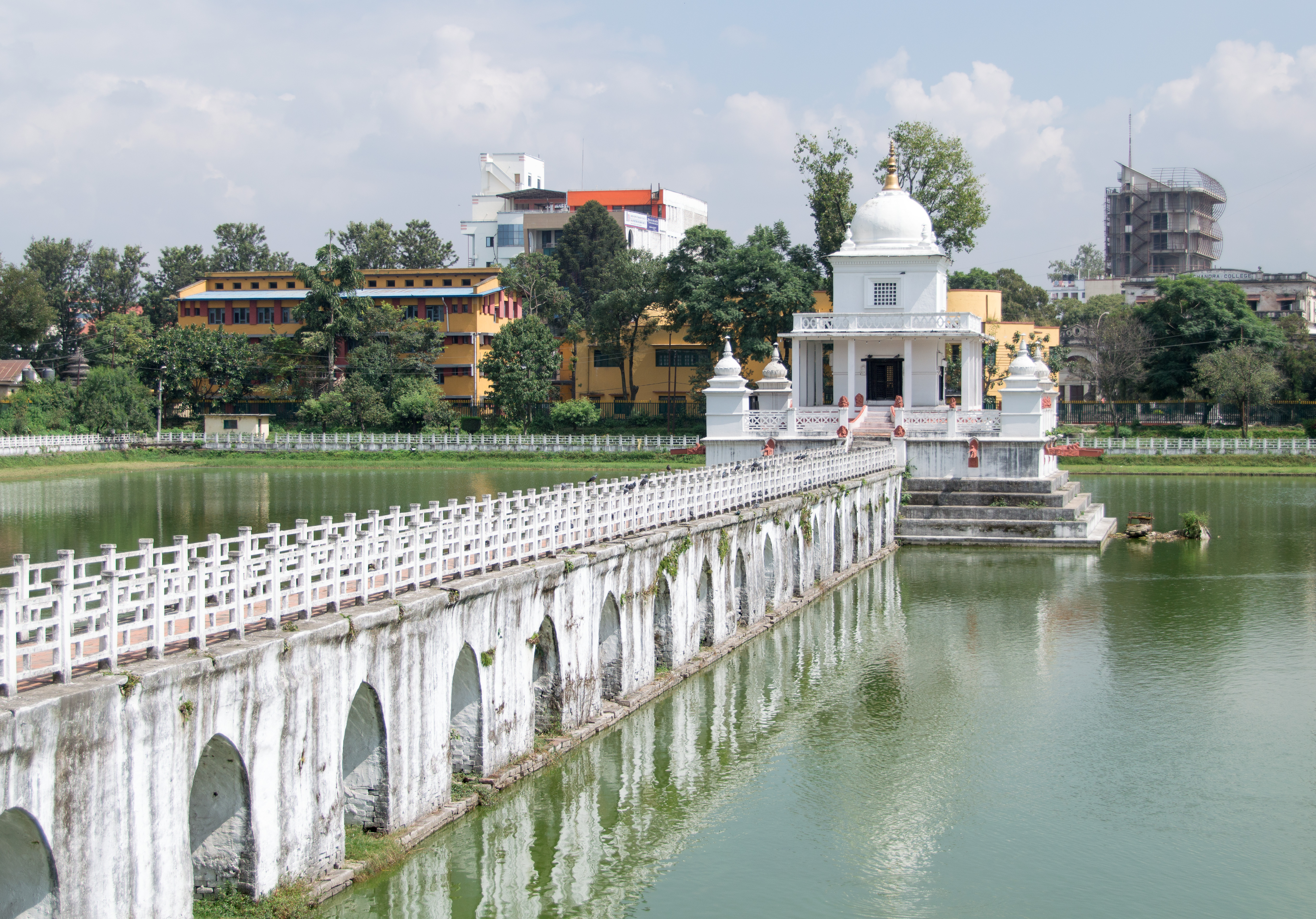
Vista do lago Rani Pokhari e do templo central

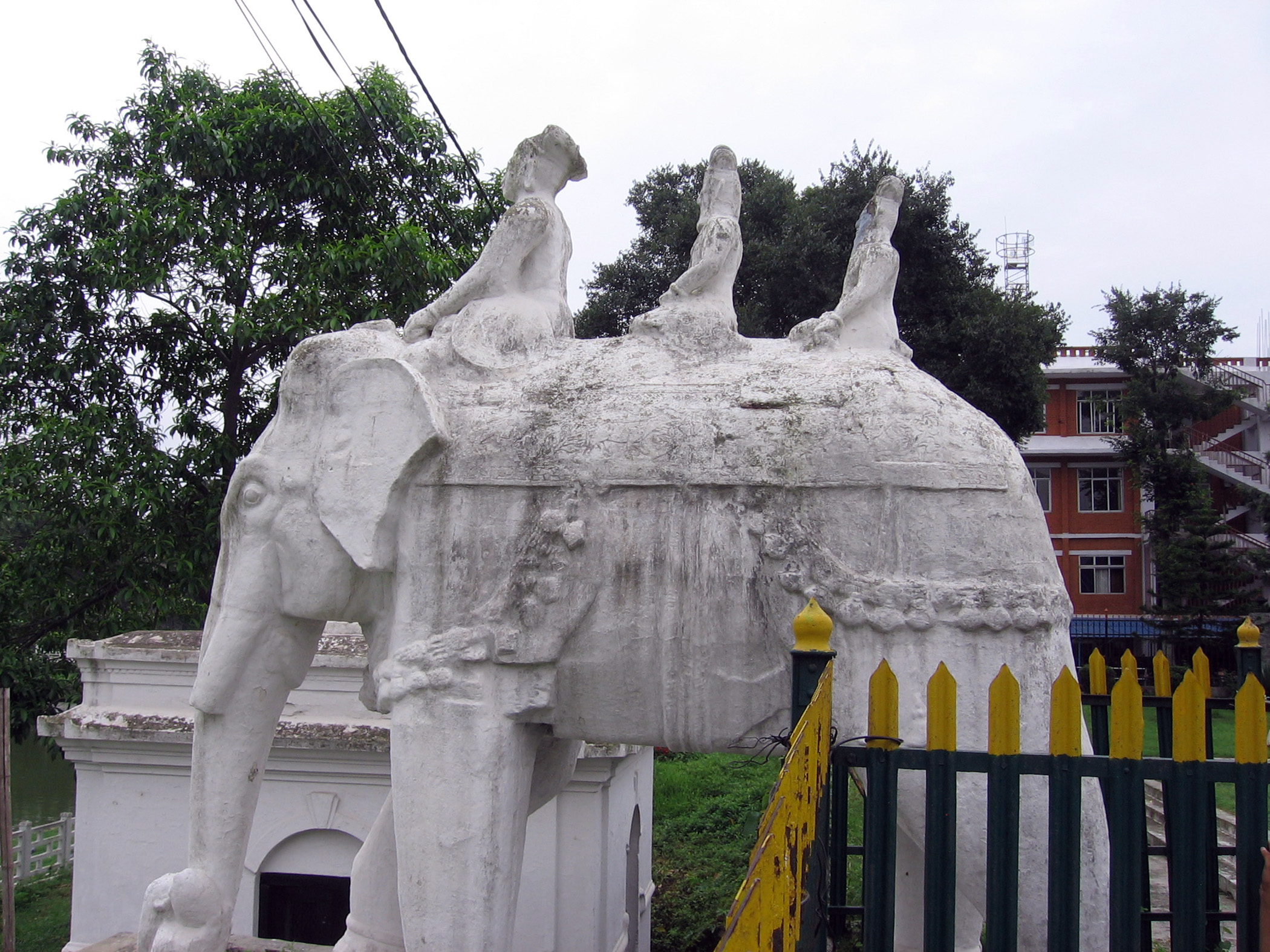
Estátua do rei Pratap Malla e os seus dois filhos Chakravartendra Malla e Mahipatendra Malla montando um elefante, no lado sul de Rani Pokhari

Rani Pokhari ou Ranipokhari (em nepali: रानी पोखरी); "lago da rainha"), também conhecido como Nhu Pukhu (em neuari: ्हू पुखू; "lago novo") é uma lago artificial histórico situado no centro de Catmandu, a capital do Nepal. É um tanque retangular, com 180 por 140 metros, construído no século XVII no que eram então os limites orientais da cidade, no exterior de uma antiga porta da cidade. O lago é um dos locais emblemnáticos e mais célebres de Catmandu e tem grande importância religiosa e estética.

## História
Rani Pokhari foi construído em 1670 pelo rei Pratap Malla, um dos monarcas mais ilustres da Dinastia Malla que governou o Nepal durante mais de 600 anos. O rei mandou construir o tanque para consolar a sua esposa que estava dilacerada pela dor de ter pedrido um filho pisado por um elefante. O rei mandou recolher água em vários locais sagrados e confluências de rios no Nepal e na Índia, como Gosaikunda, Muktinath, Badrinath e Kedarnath, que mandou despejar no tanque para o santificar.
No centro do lago ergue-se um templo dedicado a  Matrikeshwor Mahadev, uma forma do deus hindu Xiva. É acessível por um passadiço. No lado sul do tanque há uma grande estátua de pedra de um elefante montado pelo rei Pratap Malla e os seus dois filhos Chakravartendra Malla e Mahipatendra Malla. O tanque á abastecido de água através de um canal subterrâneo.[carece de fontes?]

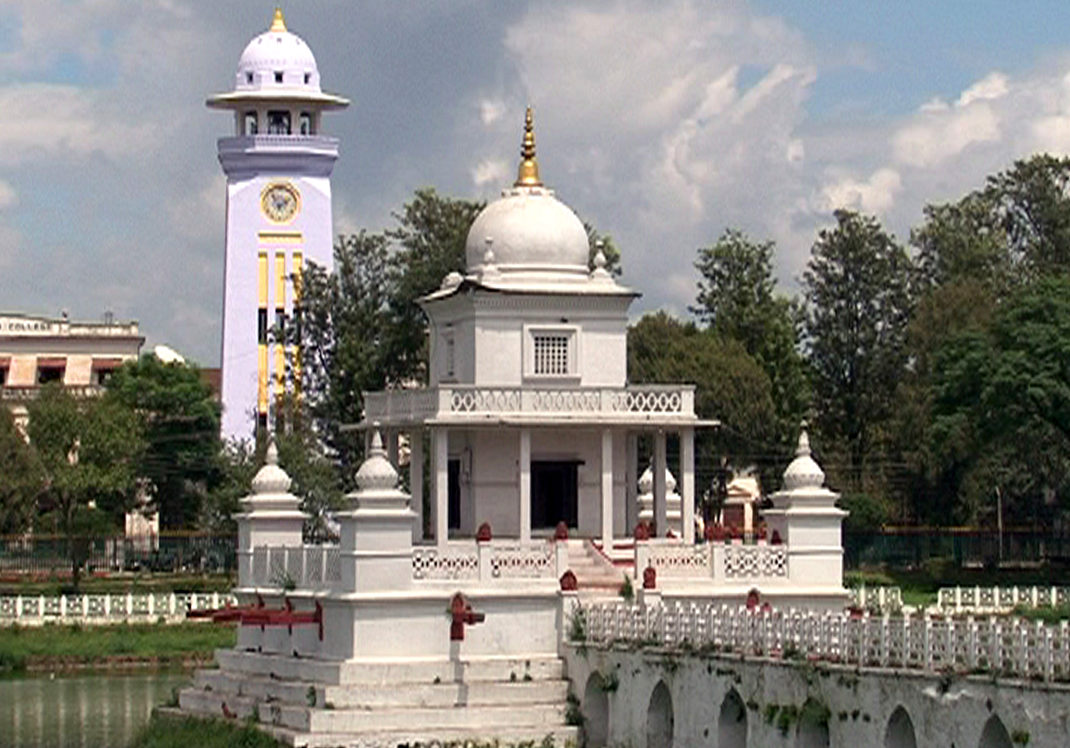
Templo de Matrikeshwor Mahadev com a torre do relógio em segundo plano

Além do templo central há mais quatro templos mais pequenos, um em cada canto do lago. Os dos cantos noroeste e nordeste são dedicados a Bhairava; o de sudeste é dedicado a Laxmi e o de sudoeste é dedicado a Ganexa. Os templos do lado oriental atualmente encontram-se no perímetro do Colégio Tri Chandra e de um posto de polícia.
O recinto de Rani Pokhari está rodeado de um gradeamento de ferro e está normalmente fechado, só abrindo uma vez por ano, durante o Bhai Tika, o quinto e último dia do festival Tihar, que geralmente ocorre em outubro ou novembro.[carece de fontes?]
Inscrição
No recinto do lago há uma inscrição famosa, instalada pelo rei Pratap Malla. Trata-se de uma laje de pedra com escritos em três línguas: sânscrito, nepali e neuari, datada do ano 790 do calendário Nepal Sambat (1670), que descreve a construção de Rani Pokhari e o seu significado religioso. Também menciona os cinco brâmanes, cinco pradhans e cinco khas magares como tendo sido testemunhas.

## Referências no Ocidente

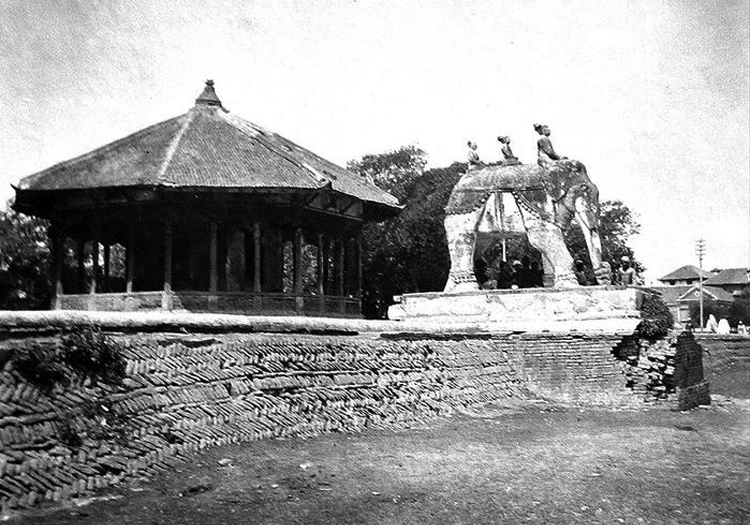
Estátua do elefante e casa de repouso para viajantes

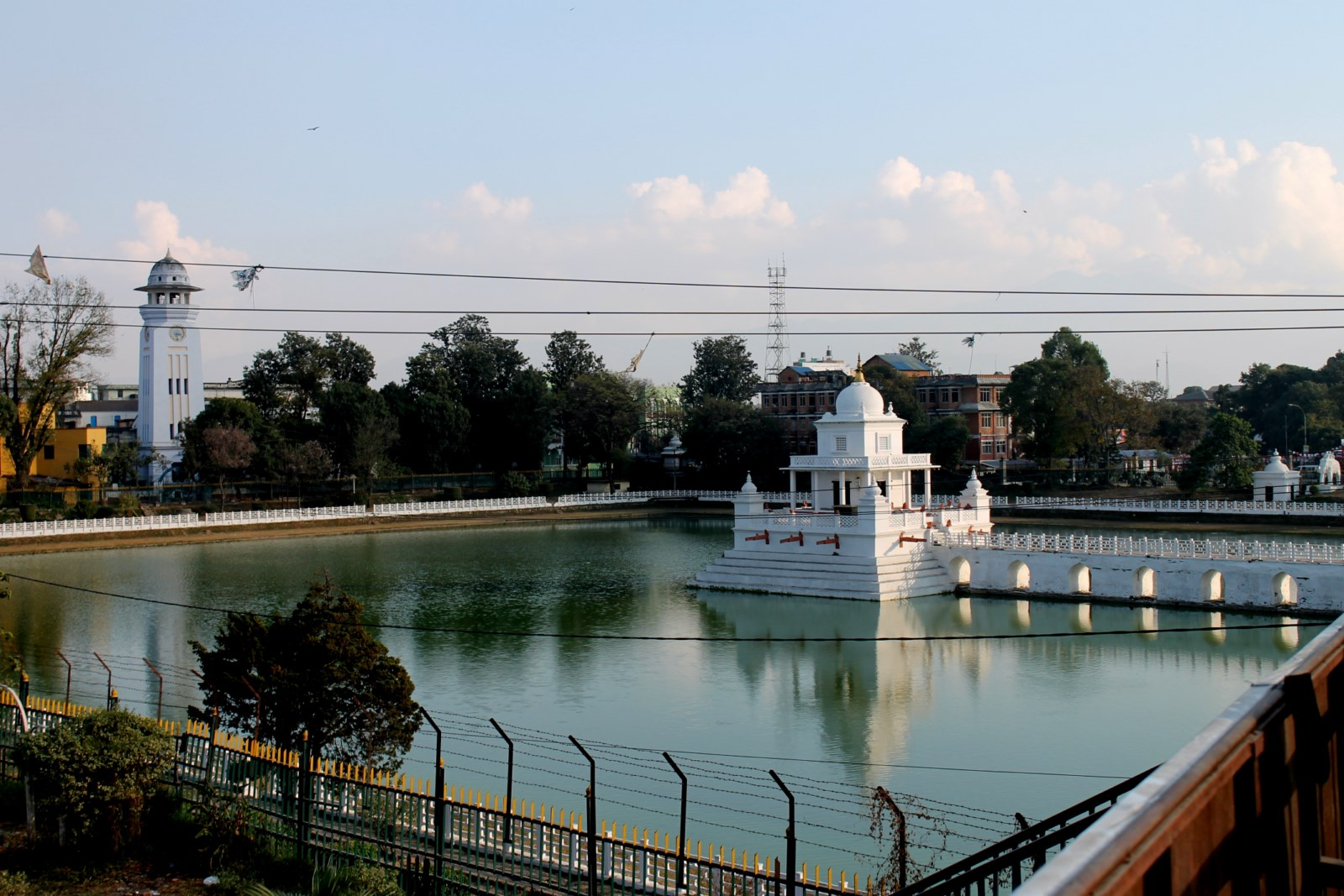
Vista do lago e da torre do relógio